# Prälatenweg (Bayern)

Markierung

Der Prälatenweg war ein etwa 145 km langer Fernwanderweg, der das schwäbische und oberbayerische Voralpenland in West-Ost-Richtung durchquerte. Der Weg war mit zwei Bischofsstäben markiert. Als gekennzeichneter Wanderweg wurde er 2014 wieder aufgegeben und die Beschilderung weitgehend entfernt. 
Der Weg führte von Marktoberdorf über Bertoldshofen und den 1055 m hohen Auerberg nach Lechbruck. Über Steingaden, die berühmte Wieskirche und Rottenbuch gelangte man nach Weilheim. Weitere Orte am Weg waren Bernried und Seeshaupt am Starnberger See, Penzberg und Benediktbeuern mit seinem Kloster. Endpunkt war Kochel am See.